# Detroit Accessories
Die Detroit Accessories Company war ein US-amerikanischer Automobilhersteller, der nur 1953 in St. Clair Shores (Michigan) ansässig war. Firmengründer war Raymond Russell.
Gebaut wurde ein großes, zweitüriges Cabriolet mit zwei Sitzplätzen unter dem Namen Detroiter. Der Detroiter ruhte auf einem Fahrgestell von Ford oder Cadillac mit 2921 mm Radstand. Darüber war eine Karosserie aus GFK gestülpt. Einen Heckstoßfänger gab es nicht. Dafür war das Reserverad am Fahrzeugheck ohne Abdeckung montiert. Zum Antrieb diente ein seitengesteuerter V8-Motor von Ford mit 3923 cm³ Hubraum, der 110 bhp (81 kW) Leistung bei 3800 min−1 entwickelte.